# Puchar Słowacji w piłce siatkowej mężczyzn (2022/2023)
Puchar Słowacji w piłce siatkowej mężczyzn 2022/2023 (oficjalnie: Niké Slovenský pohár vo volejbale mužov 2022/2023) – 25. sezon rozgrywek o siatkarski Puchar Słowacji zorganizowany przez Słowacki Związek Piłki Siatkowej (Slovenská Volejbalová Federácia, SVF), jednocześnie czwarta edycja turnieju o Trofeum Štefana Pipy (Trofej Štefana Pipu). Zainaugurowany został 16 grudnia 2022 roku.
W rozgrywkach o Puchar Słowacji uczestniczyło sześć drużyn z extraligi. Rozgrywki składały się z ćwierćfinałów oraz turnieju finałowego, w ramach którego rozegrane zostały półfinały i finał.
Turniej finałowy rozegrany został w dniach 11-12 lutego 2023 roku w Arenie Poprad w Popradzie. Po raz piąty Puchar Słowacji zdobył klub VK Mirad UNIPO Prešov, który w finale pokonał Rieker UJS Komárno. MVP finału wybrany został Michal Ščerba.
Tytularnym sponsorem rozgrywek było przedsiębiorstwo bukmacherskie Niké.

## System rozgrywek
W Pucharze Słowacji w sezonie 2022/2023 uczestniczyły wszystkie drużyny grające w extralidze, z wyjątkiem młodzieżowego zespołu Projekt RD SVF. Rozgrywki składały się z ćwierćfinałów oraz turnieju finałowego, w ramach którego rozegrano półfinały i finał.
W ćwierćfinałach drużyny w drodze losowania podzielone zostały na dwie grupy (A i B). W ramach grupy rozegrały one między sobą po jednym meczu w ramach turnieju organizowanego przez jednego z uczestników. Dwa najlepsze zespoły z każdej grupy awansowały do półfinałów. Pary półfinałowe powstały według poniższego klucza:
- para 1: A1 – B2;
- para 2: B1 – A2.

Zwycięzcy półfinałów grali mecz finałowy o Puchar Słowacji.

## Drużyny uczestniczące
| Niké extraliga (6 drużyn) | Niké extraliga (6 drużyn) |
| ------------------------- | ------------------------- |
| MITA VolleyTeam Prievidza | ćwierćfinał               |
| Rieker UJS Komárno        | finał                     |
| TJ Spartak Myjava         | półfinał                  |
| TJ Slávia Svidník         | ćwierćfinał               |
| VK Mirad UNIPO Prešov     | zwycięstwo                |
| VKP Bratislava            | półfinał                  |

## Rozgrywki

### Ćwierćfinały

#### Grupa A
Tabela
| Lp. | Drużyna                   | Mecze | Mecze   | Mecze   | Pkt | Sety | Sety | Sety  | Małe punkty | Małe punkty | Małe punkty |
| Lp. | Drużyna                   | M     | W (3:2) | P (2:3) | Pkt | wyg. | prz. | ratio | zdob.       | str.        | ratio       |
| --- | ------------------------- | ----- | ------- | ------- | --- | ---- | ---- | ----- | ----------- | ----------- | ----------- |
| 1   | VKP Bratislava            | 2     | 2 (0)   | 0 (0)   | 6   | 6    | 0    | MAX   | 152         | 124         | 1.226       |
| 2   | Rieker UJS Komárno        | 2     | 1 (0)   | 1 (0)   | 3   | 3    | 3    | 1.000 | 139         | 112         | 1.241       |
| 3   | MITA VolleyTeam Prievidza | 2     | 0 (0)   | 2 (0)   | 0   | 0    | 6    | 0.000 | 95          | 150         | 0.633       |

Źródło: SVF (słow.)
Punktacja: 3:0 i 3:1 – 3 pkt; 3:2 – 2 pkt; 2:3 – 1 pkt; 1:3 i 0:3 – 0 pkt
Zasady ustalania kolejności: 1. liczba zwycięstw; 2. liczba punktów; 3. stosunek setów; 4. stosunek małych punktów; 5. bilans w bezpośrednich meczach
     awans do półfinału
Wyniki spotkań
| 16.12.2022 19:00 (UTC+1) | MITA VolleyTeam Prievidza | 0:3 (21:25, 18:25, 21:25) raport / opis | VKP Bratislava | Športová hala, Prievidza Widzów: 150 Sędziowie: Martin Hrčka i Andrij Yurlov MVP: Milan Javorčík / Patrik Marjov |

| 17.12.2022 18:00 (UTC+1) | VKP Bratislava | 3:0 (25:19, 25:20, 27:25) raport / opis | Rieker UJS Komárno | Športová hala, Prievidza Widzów: 80 Sędziowie: Pavol Andrejčák i Peter Malík MVP: Matúš Jalovecký / Filip Mačuha |

| 18.12.2022 17:30 (UTC+1) | MITA VolleyTeam Prievidza | 0:3 (7:25, 14:25, 14:25) raport / opis | Rieker UJS Komárno | Športová hala, Prievidza Widzów: 80 Sędziowie: Jana Niklová i Tibor Holčík |

#### Grupa B
Tabela
| Lp. | Drużyna               | Mecze | Mecze   | Mecze   | Pkt | Sety | Sety | Sety  | Małe punkty | Małe punkty | Małe punkty |
| Lp. | Drużyna               | M     | W (3:2) | P (2:3) | Pkt | wyg. | prz. | ratio | zdob.       | str.        | ratio       |
| --- | --------------------- | ----- | ------- | ------- | --- | ---- | ---- | ----- | ----------- | ----------- | ----------- |
| 1   | TJ Spartak Myjava     | 2     | 2 (1)   | 0 (0)   | 5   | 6    | 2    | 3.000 | 190         | 156         | 1.218       |
| 2   | VK Mirad UNIPO Prešov | 2     | 1 (1)   | 1 (0)   | 2   | 3    | 5    | 0.600 | 185         | 192         | 0.964       |
| 3   | TJ Slávia Svidník     | 2     | 0 (0)   | 2 (2)   | 2   | 4    | 6    | 0.667 | 211         | 238         | 0.887       |

Źródło: SVF (słow.)
Punktacja: 3:0 i 3:1 – 3 pkt; 3:2 – 2 pkt; 2:3 – 1 pkt; 1:3 i 0:3 – 0 pkt
Zasady ustalania kolejności: 1. liczba zwycięstw; 2. liczba punktów; 3. stosunek setów; 4. stosunek małych punktów; 5. bilans w bezpośrednich meczach
     awans do półfinału
Wyniki spotkań
| 16.12.2022 19:00 (UTC+1) | TJ Spartak Myjava | 3:2 (25:27, 25:15, 25:14, 25:27, 15:11) raport / opis | TJ Slávia Svidník | Mestská športová hala, Myjava Widzów: 135 Sędziowie: Igor Schimpl i Dušan Dovičovič MVP: Michal Zeman / Martin Sopko mł. |

| 17.12.2022 19:00 (UTC+1) | VK Mirad UNIPO Prešov | 3:2 (23:25, 25:19, 25:23, 23:25, 27:25) raport / opis | TJ Slávia Svidník | Mestská športová hala, Myjava Sędziowie: Fedor Tiršel i Boris Kováč MVP: Branislav Skasko / Lukáš Smolej |

| 18.12.2022 17:00 (UTC+1) | TJ Spartak Myjava | 3:0 (25:19, 25:22, 25:21) raport / opis | VK Mirad UNIPO Prešov | Mestská športová hala, Myjava Sędziowie: Juraj Mokrý i Peter Malík MVP: Erik Watzka / Lukáš Smolej |

### Turniej finałowy

#### Półfinały
| 11.02.2023 14:00 (UTC+1) | TJ Spartak Myjava | 1:3 (13:25, 28:26, 20:25, 18:25) raport / opis | Rieker UJS Komárno | Aréna Poprad, Poprad Widzów: 400 Sędziowie: Peter Malík i Ivan Hudák MVP: Tobias Viskup / Filip Mačuha |

| 11.02.2023 20:00 (UTC+1) | VKP Bratislava | 2:3 (22:25, 25:22, 13:25, 25:23, 11:15) raport / opis | VK Mirad UNIPO Prešov | Aréna Poprad, Poprad Widzów: 550 Sędziowie: Pavol Andrejčák i Peter Čuntala MVP: Michal Trubač / Erik Gulák |

#### Finał
| 12.02.2023 16:00 (UTC+1) | Rieker UJS Komárno | 2:3 (25:13, 25:17, 19:25, 30:32, 5:15) raport / opis | VK Mirad UNIPO Prešov | Aréna Poprad, Poprad Widzów: 800 Sędziowie: Igor Porvazník i Juraj Mokrý MVP: Michal Ščerba |